# Reología interfacial
La reología interfacial es la rama de la reología que estudia la fluidez de la materia en la interfase gas-líquido o en la interfase de dos líquidos inmiscibles. La medición se realiza ante la presencia de agentes tensoactivos, nanopartículas u otros compuestos activos superficiales en la interfase. A diferencia de la reología en tres dimensiones, la reología interfacial no se interesa por las deformaciones de fases homogéneas y procura minimizar su efecto. En cambio, sí se ocupa del flujo de compuestos activos superficiales.
La deformación de la interfase puede producirse por un cambio en el tamaño o en la forma de la interfase. Por consiguiente, los métodos de la reología interfacial se dividen en dos categorías: métodos dilatacionales y métodos de cizalla.

## Reología interfacial dilatacional
En la reología interfacial dilatacional, el tamaño de la interfase cambia con el tiempo. Durante la deformación se mide el cambio de tensión superficial o esfuerzo superficial. Con base en el resultado, la viscoelasticidad se calcula conforme a teorías bien establecidas
{\displaystyle \left\vert E\right\vert ={d\gamma  \over dlnA}=A{d\gamma  \over dA}}
{\displaystyle {\begin{aligned}E'&=\left\vert E\right\vert \cos \delta \end{aligned}}}
{\displaystyle {\begin{aligned}E''&=\left\vert E\right\vert \sin \delta \end{aligned}}}
donde
- |E| es el módulo complejo dilatacional de superficie
- γ es la tensión superficial o tensión interfacial de la interfase
- A es el área interfacial
- δ es la diferencia de fase entre la tensión superficial y el área
- E’' es el módulo de almacenamiento (o elástico)
- E’'' es el módulo de pérdida (o viscoso)

La mayoría de las mediciones de la reología interfacial dilatacional se realizan con tensiómetro óptico al que se adjunta un módulo de oscilación de gota. Se forma una gota colgante con moléculas activas superficiales y se aplica una oscilación sinusoidal. Las variaciones del área interfacial producen cambios en las interacciones moleculares y, por consiguiente, en la tensión superficial. Entre las mediciones típicas se incluye la realización de un barrido de frecuencia de la muestra para analizar la cinemática del tensoactivo.
En otro de los métodos de medición especialmente apropiado para tensoactivos insolubles, se emplea una balanza de Langmuir en modo intermitente u oscilante, en el que se hacen oscilar las barreras que limitan el área interfacial y se mide el cambio de tensión superficial.

## Reología interfacial de cizalla
En la reología interfacial de cizalla, el área interfacial permanece invariable durante la medición. En cambio, se aplica una cizalla para medir el estrés superficial existente. Las ecuaciones se asemejan a las de la reología interfacial dilatacional, pero el módulo de cizalla se suele indicar con G (en lugar de E, que se usa en los métodos dilatacionales). En general, G y E no son iguales.
El hecho de que las propiedades reológicas interfaciales sean más bien débiles impone ciertas dificultades con los equipos de medición. Para mayor sensibilidad, es menester maximizar la contribución de la interfase y, a la vez, minimizar las contribuciones de las fases homogéneas. El número de Boussinesq, B0, muestra cuán sensible es un método de medición para detectar la viscoelasticidad interfacial.
Entre las técnicas de medición de reología interfacial de cizalla disponibles se incluyen el método de aguja magnética, métodos de placas giratorias y métodos de conos giratorios. El método de aguja magnética, desarrollado por Brooks et al, posee el menor número de Boussinesq entre los métodos comerciales. Este método consiste en hacer oscilar una aguja magnética delgada en la interfase mediante un campo magnético. Las propiedades viscoelásticas de la interfase se detectan siguiendo el movimiento de la aguja con una cámara. El método se suele combinar con una balanza de Langmuir a fin de realizar el experimento como una función del factor de empaquetamiento de las moléculas o partículas.

## Aplicaciones
Cuando están presentes en un líquido, los tensoactivos tienden a adsorberse en la interfase líquido-aire o líquido-líquido. La reología interfacial estudia la respuesta de la capa interfacial adsorbida en la deformación. Esta respuesta depende de la composición de la capa y, por tanto, la reología interfacial tiene relevancia en varias aplicaciones en las que la capa adsorbida ocupa un papel central, como en el caso del desarrollo de tensoactivos, espumas y emulsiones. La funcionalidad de muchos sistemas biológicos, tales como el surfactante pulmonar y las secreciones de las glándulas de Meibomio (meibum), dependen de la viscoelasticidad interfacial.
La reología interfacial hace posible el estudio de la cinemática de los tensoactivos. Además, las propiedades viscoelásticas de la capa adsorbida guardan una importante relación con la estabilidad de emulsiones y espumas. En efecto, los tensoactivos y polímeros activos superficiales se utilizan para estabilizar emulsiones y espumas en las industrias alimentaria y cosmética. Los polímeros, como las proteínas, son activos en superficie y tienden a adsorberse en la interfase, donde pueden cambiar de conformación y afectar las propiedades interfaciales. Algunos tensoactivos naturales, como los asfaltenos y resinas, son estabilizanes en emulsiones de agua en aceite del petróleo crudo; por tanto, si se conoce su comportamiento, es posible mejorar los procesos de separación del crudo y,  asimismo, optimizar la eficiencia de la recuperación mejorada del petróleo.